# Carcross
Carcross ist ein Dorf mit 317 Einwohnern (im Jahr 2021) am Klondike Highway im kanadischen Territorium Yukon. 
Es liegt in etwa 100 km Entfernung von Skagway im Seengebiet nördlich des White Pass, der US-amerikanisch-kanadischen Grenze.
Der Ort verdankt seinen Namen den Karibuherden, die die nahegelegene Seenenge auf ihren Wanderungen kreuzten („Carcross“ ist eine Verkürzung von Caribou Crossing).

## Geschichte

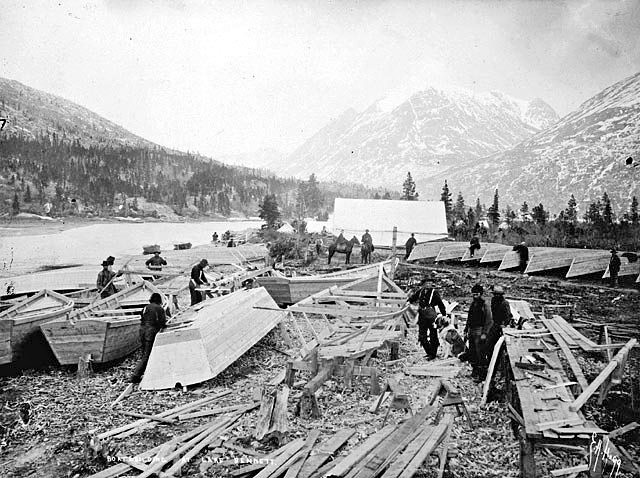
Boote der Goldsucher am Lake Bennett bei Carcross (1897)

Die Enge zwischen Lake Bennett und Tagish Lake, durch die die Karibuherden zweimal pro Jahr zogen, hat schon vor mindestens 5000 Jahren indianische Jäger angezogen. Die Region ist das traditionelle Gebiet der Carcross/Tagish First Nation.
Große Bedeutung hatte der Ort zu Zeiten des Goldrauschs ab 1896, als hier die auf dem Landwege ankommenden Güter auf Heckraddampfer umgeladen und auf dem Seensystem weiter Richtung Yukon River transportiert wurden. Dafür wurden hier Tausende von Booten gebaut, so dass Mike King die größte Sägemühle des Territoriums baute. Ende Mai 1898 registrierte die Polizeitruppe der North West Mounted Police 778 im Bau befindliche Boote am Lake Lindeman, 850 in Bennett und Umgebung, 198 bei „Caribou Crossing“ und am Tagish Lake. Für die nächsten Wochen erwartete man 1200 neue Boote. Carcross war zwar nicht der bedeutendste Bootsbauort, doch entstanden hier eine königliche Poststation (Royal Mail) und die Dominion Telegraph Line, eine Telegraphenstation. Hinzu kamen Hotels wie das 1898 errichtete The Caribou, das älteste noch florierende Hotel im Yukon. 
Die White Pass Railway, die Whitehorse über den White Pass mit Skagway verband, wurde am 29. Juli 1900 in einem Festakt in Carcross, wo der letzte Nagel eingeschlagen wurde, fertiggestellt. Skookum Jim, einer der indianischen Entdecker, die den Goldrausch ausgelöst hatten, handelte mit der White Pass Railway einen Vertrag aus, der es der Eisenbahngesellschaft erlaubte, Schienen über sein Land zu legen, wenn sie Arbeit an die Carcross/Tagish vergaben, also die umwohnenden Indianer. Dieser Vertrag gilt als erste Anerkenntnis von Landansprüchen durch eine Gesellschaft.
Im Juli 1899 fand man am Windy Arm des Tagish Lake Gold und Silber, so dass auch um Carcross Tausende von Gold- und Silbersuchern erschienen. Bis 1905 gelang es dem Amerikaner John Conrad, die regionalen Vorkommen zu monopolisieren. In die Town of Conrad, oder einfach Conrad, zog es über 200 Arbeiter, und im Ort entstanden Läden, Hotels, Kirchen und eine Telefonleitung nach Carcross. The Gleaner, ein Dampfboot, verband die beiden Orte zweimal pro Woche. Conrad ließ für 75.000 Dollar eine Materialbahn bauen, die über 6 km und mehr als 1.200 Höhenmeter überwand. Doch der Boom dauerte nur bis 1914, als der Silberpreis auf dem Weltmarkt einbrach. Binnen weniger Monate wurde die Silbermine geschlossen und der Ort aufgegeben.
Im Jahr 1899 fand man Gold bei Atlin in British Columbia, und Carcross diente wiederum als Durchgangs- und Versorgungsstation für die Goldsucher.

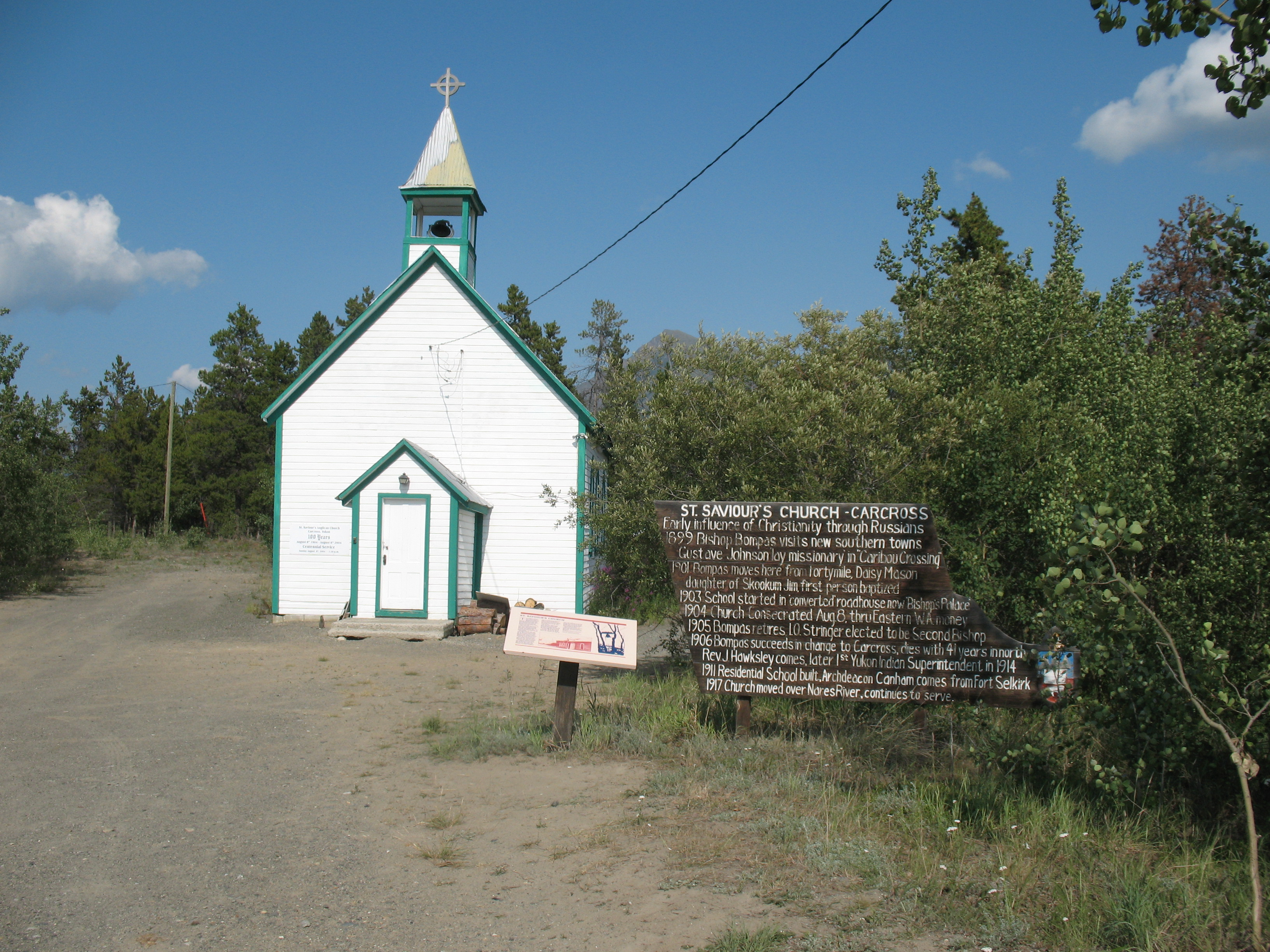
Anglikanische Kirche St. Saviour, geweiht 1904

Nach dem Ende des Goldrauschs verlegte der anglikanische Bischof William Bompas 1901 seinen Amtssitz von Forty Mile nach Carcross und ließ eine Schule für die Indianer bauen. Auf seinen Wunsch hin änderte die Regierung 1904 wegen der vom Bischof beklagten Verwechslungsgefahr im Briefverkehr den Ortsnamen von „Caribou Crossing“ in „Carcross“.
1911 baute die Regierung eine so genannte Residential School für die Kinder der Indianer, eine internatartige Einrichtung, wie sie in ganz Kanada für die Ureinwohner entstanden. In dieser Chooutla School durften die Kinder ihre Muttersprache nicht benutzen, sollten assimiliert werden und wurden dabei über lange Zeit von ihren Eltern getrennt. Der Lehrplan umfasste einfaches Schreiben und Rechnen. Erst ab den 60er Jahren wurde dieses Schulsystem aufgegeben, für die landesweit herrschenden Zustände in den Anstalten entschuldigte sich im Juni 2008 der Premierminister.
Als 1942 zwei Soldaten in den Schlafsaal der Chooutla School eindrangen und dort Geschlechtsverkehr mit Minderjährigen hatten, wurden sie von einem Militärgericht zu Geldstrafen von 20 und 24 Dollar verurteilt.
Ab 1942 entstand ein neuer Boom durch den Bau des Alaska Highways, mit dem Zuzug tausender Arbeiter aus dem Süden Kanadas und den USA. In den 50er Jahren begann der Bau einer Straßenverbindung nach Skagway, die jedoch erst 1978 fertiggestellt wurde. Dieser South Klondike Highway folgt etwa der Strecke der als Stampeders bezeichneten Goldsucher der Jahre ab 1896. Hingegen stellte die Whitepass-Eisenbahn 1982 ihren Betrieb ein. Zehn Jahre zuvor war Polly the Parrot gestorben, der während des Goldrauschs selbst gesucht, ab 1918 als Richter amtiert und im Carcross Hotel gewohnt hatte, und der ein berühmter Opernsänger war. Er soll 126 Jahre alt geworden sein.
Heute erfüllen die ursprünglichen Teile des Orts nur noch Museumsfunktion. Die historische Eisenbahnstation der White Pass & Yukon Route Railroad in der Ortsmitte beherbergt ein Informationszentrum. Die Einwohner sind zum Großteil Angehörige der Carcross/Tagish.
Auf dem Friedhof von Carcross sind Skookum Jim und Tagish Charlie beerdigt, die beiden indianischen Begleiter von George Carmack, dem Mann, der mit seinem Goldfund am Bonanza Creek den Goldrausch am Klondike ausgelöst hatte. Auch Kate Carmack, seine indianische Frau, liegt hier beerdigt.

## Carcross-Wüste

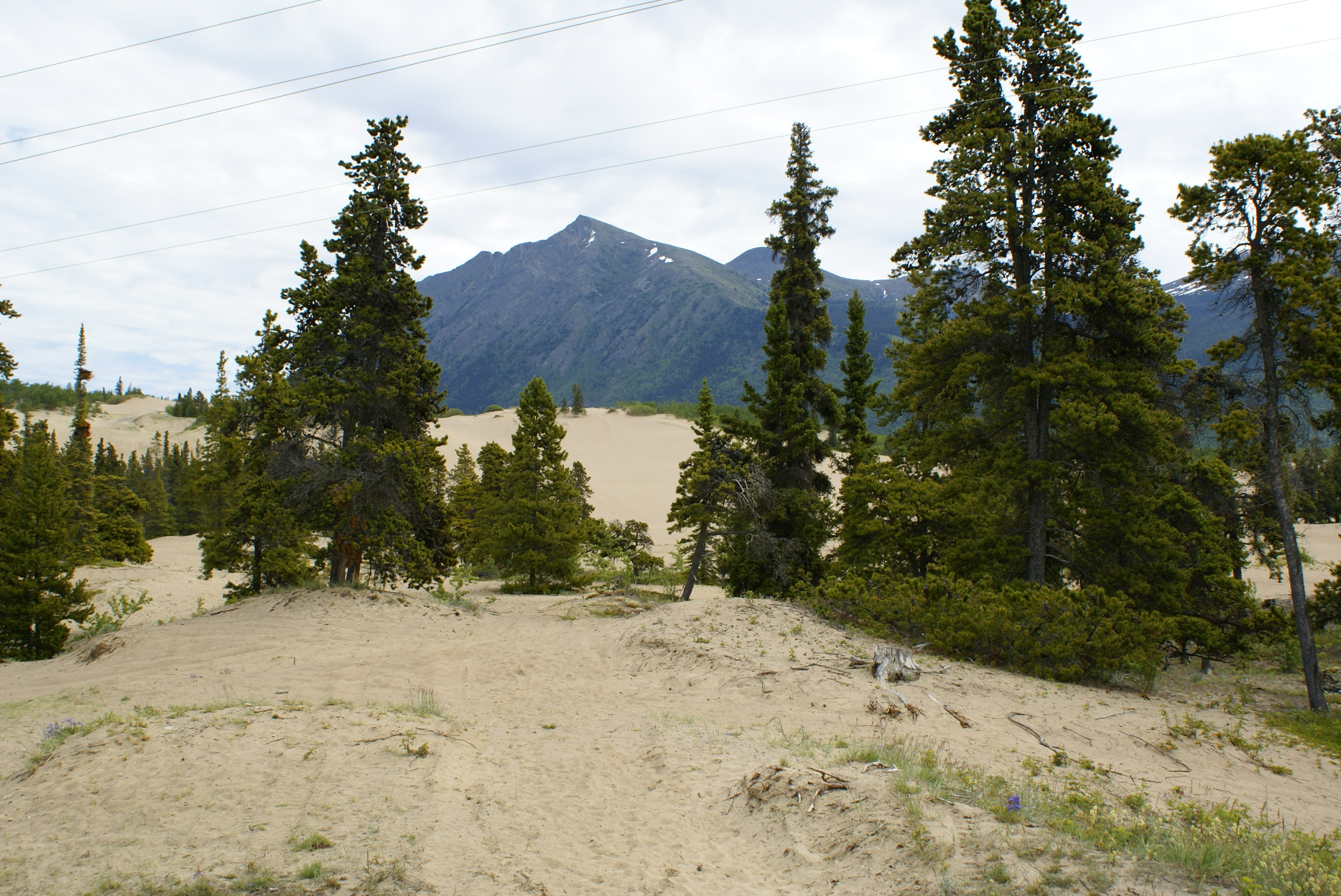
Carcross Desert

Nördlich des Ortes befindet sich die „kleinste Wüste der Welt“: Carcross Desert (⊙). Echte Sanddünen, entstanden aus den sandigen Sedimenten eines Eiszeitsees, bedecken auf nur wenigen Quadratkilometern den Boden. Der starke Wind vom Lake Bennett verhindert hier eine Ausbreitung der Vegetation.

## Einzelnachweise

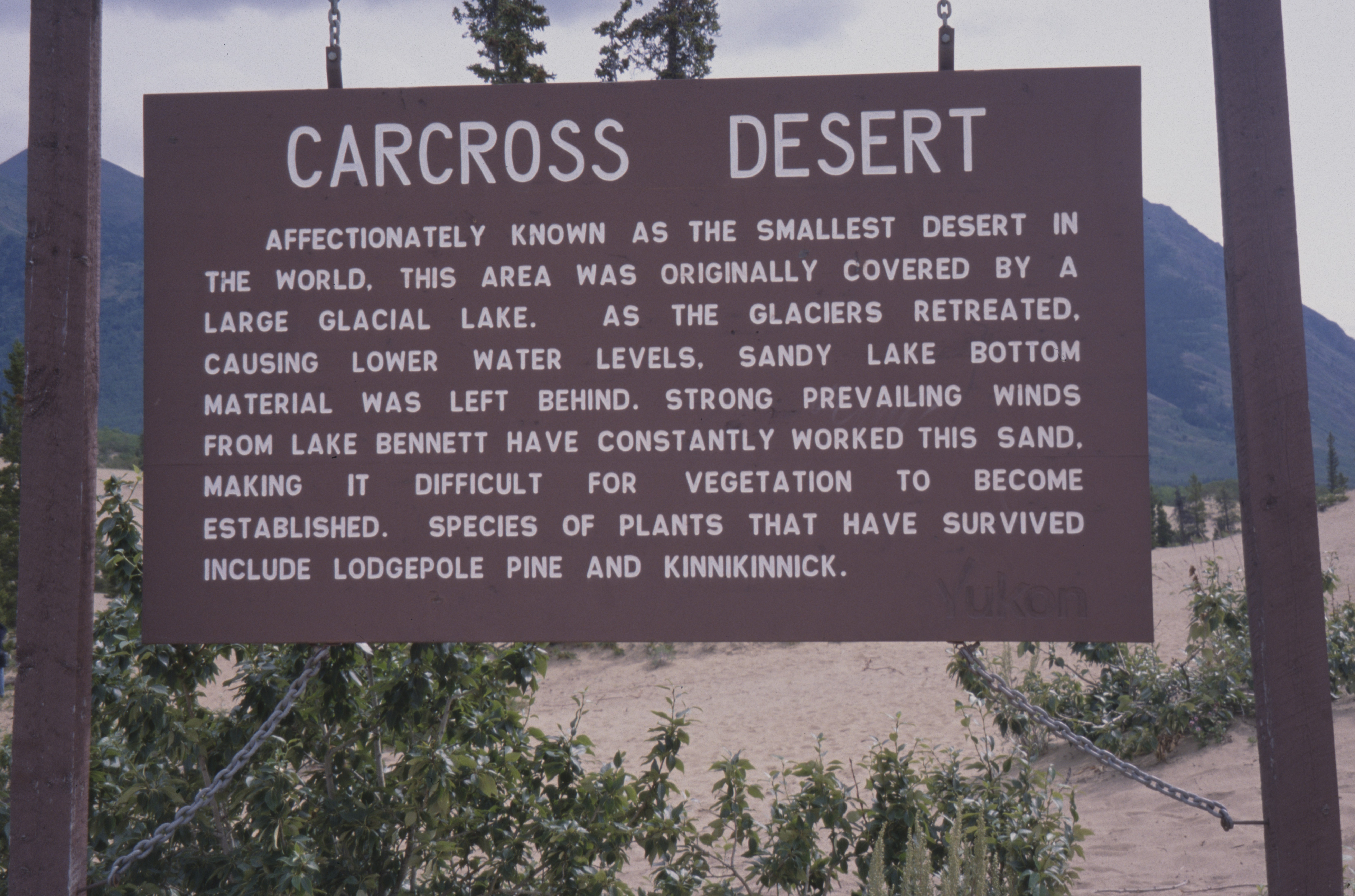
Erklärungen zur kleinsten Wüste der Welt (Carcross Desert).